# Ocna Mureș
Ocna Mureș (en húngaro: Marosújvár) es una ciudad de Rumania en el distrito de Alba.

## Geografía
Se encuentra a una altitud de 255 m s. n. m. a 391 km de la capital, Bucarest.

## Demografía
Según estimación 2012 contaba con una población de 15 352 habitantes.
| 1948 | 1956   | 1966   | 1977   | 1992   | 2002   | 2012   |
| s/d  | 10 701 | 12 126 | 16 416 | 16 256 | 15 503 | 15 352 |